# Acronicta korlana
Acronicta korlana là một loài bướm đêm trong họ Noctuidae.